# 弗里德里希·耶克尔恩
弗里德里希·耶克尔恩（德語：Friedrich Jeckeln，1895年2月2日—1946年2月3日），纳粹德国党卫队司令官。第二次世界大战时，他在原属苏维埃联盟的占领地上任高级党卫队及警察领袖。耶克尔恩是别动队中最大的一个分队的司令官，对组织谋杀和导致超过100,000犹太人、罗姆人等被纳粹指定的“不值得活的人”的死亡负有责任。在欧洲二战结束之后，耶克尔恩被设于里加的苏联军事法庭判决战争罪，并于1946年被处刑。

## 党卫队生涯
耶克尔恩作为军官参加了第一次世界大战，并因德国战败而退伍。之后，他成为了一名工程师。他于1929年10月1日加入纳粹党。1931年1月，他获批准加入了党卫队，这一年末，他先被任命为团长，后来又被任命为旅长。1932年，耶克尔恩被选为国会议员。1933年1月，纳粹党执掌大权，耶克尔恩受任管理党卫队南方组织。在1936年，他被任命为党卫队警察领袖，后升职为党卫队上级集团领袖。
耶克尔恩以残酷和暴行出名。他的政敌们（特别是共产党和社民党的党员，以及工会成员）除非已经去世，不然就会遭到他的无情追捕。他与纳粹党员弗里德里希·阿尔佩斯共同对1933年夏天的里塞贝格谋杀案负主要责任。

## 大屠杀策划者

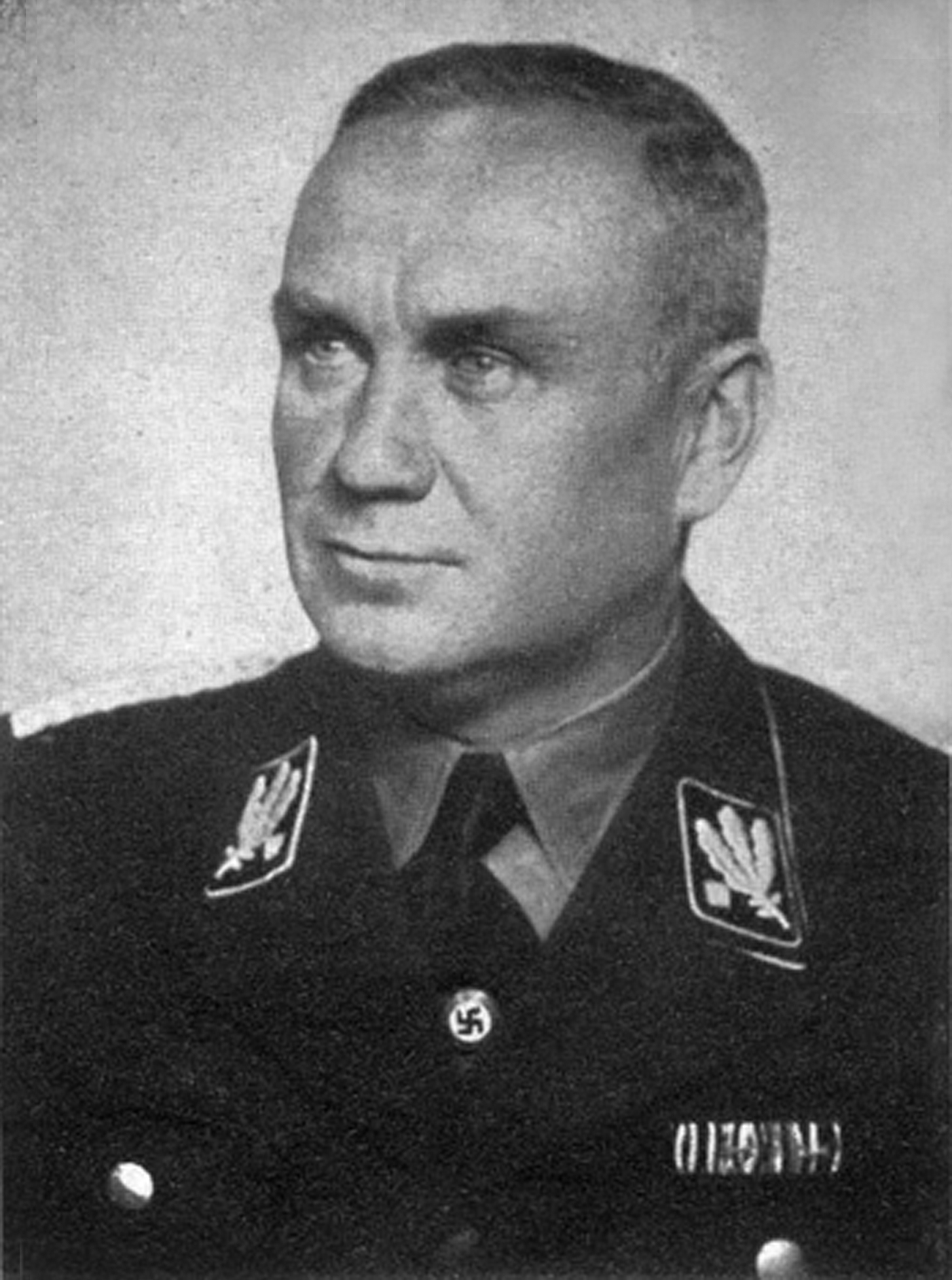
穿着党卫队制服的耶克尔恩。

第二次世界大战开始后，耶克尔恩被调任到武装党卫队。按照党卫队的惯例，耶克尔恩成为了骷髅师第2团的一位军官，这个职位比他在一般党卫队所担任的级别要低。1941年，他被党卫军全国领袖海因里希·希姆莱转职成南方高级党卫队及警察领袖。这一年的后期，他被调任到北俄罗斯担任相同职位。任职期间，耶克尔恩取得了对他管辖的区域内的，所有党卫队别动队实施的大规模屠杀和安全行动的控制权。
耶克尔恩发明了一种屠杀大量人口的方法，并将该方法实施于他在乌克兰组织的大屠杀（包括娘子谷大屠杀和卡缅涅茨-波多利斯基大屠杀等）中。他第一次使用该方法是在发生于1941年11月30日和12月8日的伦布拉大屠杀中。这个方法（后被称为“耶克尔恩系统”）的具体内容，是把实施者们分成不同的小组，每一个小组都专门实施以下流程中的一个独立部分：
1. 党卫队保安局人员把居住于里加猶太区的人民赶出房子。
2. 把将要被屠杀的人民（通常是犹太人）分成数个由500到1000人组成的队伍，然后把他们送到向南10公里处的屠杀地。
3. 秩序警察带领队伍前往屠杀地。
4. 提前挖好三个深坑，用来同时进行屠杀。
5. 扒掉受害者的衣服，拿走他们的贵重物品。
6. 受害者前往屠杀坑的路上需通过双重警戒线。
7. 刽子手强迫受害者脸朝下趴在战壕（更常见的是趴在刚刚遭受射击而死的人的尸体上）上。
8. 为了节省子弹，刽子手使用俄罗斯冲锋枪对着受害者的后脑勺射击一次。刽子手要么穿过战壕中的尸体堆，在两米范围内杀死受害者，要么站在屠杀坑的边上，对着趴在坑里的受害者射击。没有被完全杀死的人会在填坑时被活埋而死。

这个系统被叫做“包装沙丁鱼”(Sardinenpackung)，据报告称，一些经验十足的别动队刽子手也会被它的残忍吓到。在伦布拉大屠杀的两天中，耶克尔恩目睹了25,000人被害的场面。事实证明，耶克尔恩是个有效的杀手，他并不在意谋害大量的男女老少。伦布拉大屠杀中仅有3位幸存者，其中一位是弗里达·米切尔松，她在受害者往她身上堆鞋子（后来被耶克尔恩的部下们拿走）的时候装死，因此逃脱了屠杀：
一堆鞋子压在了我的身上。我的身体因寒冷和无法动弹而麻木。不过，我的意识完全恢复了。我身下的雪被身体的热量融化了……安静了一阵子。突然，从战壕那边传来了一个孩子的哭声“妈妈！妈妈！妈妈！”。几声枪响后，一切又恢复宁静。那个孩子被杀了。——弗里达·米切尔松，《我从伦布拉大屠杀中幸存》 (p. 93)
1941年8月末，耶克尔恩在西乌克兰指挥党卫队第一旅司令部时，亲自监督了对超过44,000人的谋杀，这是当月被谋杀的犹太人的最大数目。
1942年1月27日，耶克尔恩因“根据最高级命令”在伦布拉大屠杀中杀害25,000人而获得带剑战功十字勋章。1945年2月，已是武装党卫队及警察上将的耶克尔恩被任命为党卫队志愿者山地团司令官，并兼任后备部队司令员和西南德意志高级党卫队及警察领袖。

## 审判及定罪

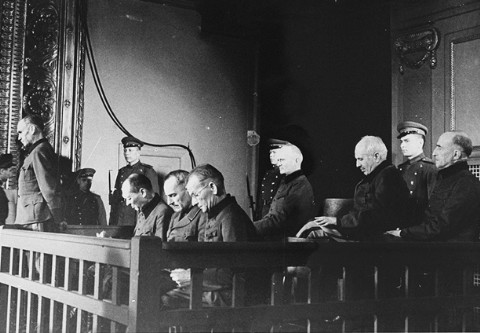
1946年耶克尔恩（图左，站立着）在里加接受审判。

1945年4月28日，耶克尔恩在哈尔伯附近被苏联部队俘获。1946年1月26日到1946年2月3日，他和其他一些德国官员在拉脱维亚的里加审判上接受苏联军事法庭的审判。在调查环节中，他平静地站在被告席，并从本质上回答调查员的问题，看起来呆滞又公正。

耶克尔恩的遗言非常朴素，他完全承认了自己的罪行，并同意对他在东方的下属警察、党卫队和保安局的行动负全责。他的结语是：
“我必须对在东方领地边境上，由党卫队、保安局和盖世太保做出的事情负全责。因此，我的过错大大增加。我的命运将由最高法院决定，所以我只要求注意能让我减轻罪行的情节。我会以彻底的忏悔对待我的判决，并把它当做值当的惩罚”
耶克尔恩和其他的被告人一起被判有罪，并被判处死刑。1946年2月3日，他在大约4000名观众的面前被绞死。与大众的误解相反，处刑的地点并非在前里加聚集区，而是在胜利广场（Uzvaras laukums）。

## 获得奖项
- 带扣铁十字勋章（1939年）二级（1941年10月）一级（1942年5月12日）[4]
- 金质德意志十字勋章，获得于1943年12月19日，作为党卫队上级集团领袖及耶克尔恩战斗小组警察上将[5]
- 橡叶骑士铁十字勋章
  - 骑士铁十字勋章获得于1944年8月27日，作为党卫队上级集团领袖、武装党卫队上校及党卫队志愿者山地团司令官[6]
  - 橡叶获得于1945年3月8日，作为党卫队上级集团领袖、武装党卫队上校及党卫队志愿者山地团司令官[6]

### 引用
1. 1 2  西德诺, 查尔斯·W. . 普林斯顿大学出版社. 1990年5月21日  [2018年4月11日]. （原始内容存档于2020年1月4日） –Google图书.
2. ↑  Ezergailis 1996, pp. 239–270.
3. ↑  Fleming 1984, pp. 99–100.
4. ↑  Thomas 1997, p. 327.
5. ↑  Patzwall & Scherzer 2001, p. 209.
6. 1 2  Scherzer 2007, p. 419.